# جنگ مهردادی دوم

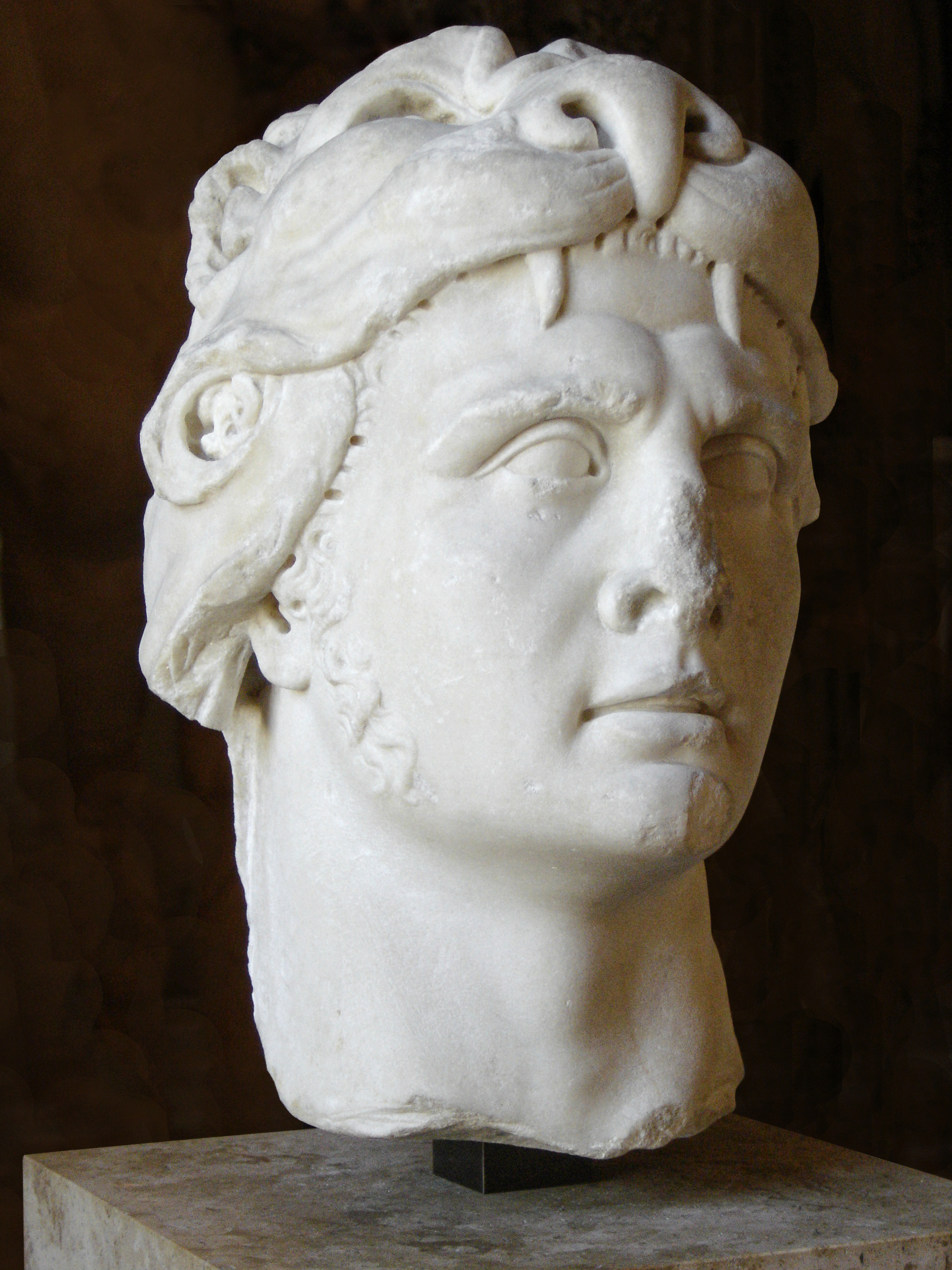
نمایی از سردیس پادشاه مهرداد ششم پنتوس در موزه لوور فرانسه (مرتبط با قرن اول)

جنگ مهردادی دوم (۸۳–۸۱ پیش از میلاد) یکی از سه نبرد میان پونتوس و جمهوری روم بود. این جنگ جنگ بین پادشاه مهرداد ششم پنتوس و ژنرال رومی لوسیوس لیسینیوس مورنا بود.
در پایان جنگ مهردادی یکم، لوسیوس کورنلیوس سولا به‌طور شتاب زده توافقی با حکومت مهرداد انجام داد زیرا وی مجبور بود برای مقابله با شورشی به روم بازگردد. پیمان صلح به مهرداد این اجازه را می‌داد تا به حکومت خود بر پادشاهی پنتوس ادامه دهد اما ادعای خود نسبت به آسیای صغیر را پس بگیرد. مورنا به عنوان نماینده تام‌الاختیار لوسیوس کورنلیوس سولا، در آسیا به عنوان فرمانده دو سپاه که قبلاً تحت فرمان گایوس فلاویوس فیمبریا بود مستقر شد. از آثار آپیان دربارهٔ این جنگ می‌توان نتیجه گرفت که این مناطق یکی فریگیه بود که در سال ۱۸۸ قبل از میلاد به پادشاهی پرگامون افزوده شد و دیگری احتمالاً کاپادوکیه بود که از متحدان رم به‌شمار می‌رفت.
آپیان ذکر کرده که مورنا از کاپادوکیه عبور کرد و به کومانا که شهری در اختیار مهردادیان بود حمله کرد. دلیل این عمل وی سوء ظن مورنا به حاکمان کومانا بود و گمان می‌کرد که آن‌ها برای نبردی علیه روم آماده می‌شوند. مهردادیان یک ناوگان و یک ارتش را برای مقابله با یک شورش توسط کولخیس‌ها و قبایل اطراف تنگه بسفر (تنگه کرچ) در اختیار داشتند. در حقیقت مهردادیان تمام کاپادوکیه را به پادشاه آن یعنی آریوبرزن یکم کاپادوکیه که از متحدان رم بود، بازنگردانده بودند. مهردادیان گروه‌هایی را برای دفاع از پیمان صلح فرستادند اما مورنا پاسخ داد که نمی‌داند آیا هیچ معاهده ای وجود دارد، چرا که سولا قبل از بازگشتش به یونان ننوشته بوده. سپس آن جا را غارت کرد و پس از آن برای گذراندن زمستان به کاپادوکیه رفت. مهردادیان نیز فرستادگانی را برای شکایت به روم فرستادند. در سال ۸۲ پیش از میلاد مسیح، مورنا ۴۰۰ روستای تحت کنترل مهردادیان را به محاصرهٔ خود درآورد. با این حال مهرداد منتظر بازگشت سفیرانش از روم ماند. مورنا نیز با منابع حاصل از غارت‌هایش به فریگیه و گالاتیا بازگشت. وی آگاه شد که سنا به او دستور داده تا از مناطق تحت کنترل مهردادیان خارج شود و به معاهدهٔ صلح آسیبی نرساند.
مورنا بی‌توجه به حکم داده شده به سرزمین مهردادیان حمله کرد. مهردادیان نیز فکر کردند که این کار تحت فرمان رم انجام شده و گوردیوس فرمانده خود را برای پاسخ به حملات به روستاهای روم عازم کردند. گوردیوس تعداد زیادی از حیوانات و اموال رومیان را تصاحب کرد و در برابر مورنا به پیشروی ادامه داد. هنگامی که مهردادیان به آنجا رسیدند، جنگ شدید بین آن‌ها و مورنا رخ داد و نهایتاً مورنا شکست خورد و به فریگیه گریخت. این امر باعث شد بسیاری از ایالات آسیای صغیر که با رومیان متحد بودند از وفاداری خود نسبت آنان بکاهند. مهردادیان تمامی نیروهای رومی را از کاپادوکیه فراری دادند. سولا از جنگ با مهردادیان سرباززد زیرا وی معاهدهٔ صلح را نشکسته بود بلکه این اتفاق به خاطر عهد شکنی مورنا رخ داده بود. آئولوس گابینوس فرستاده شد تا به مورنا بگوید که معاهدهٔ صلح و عدم حمله به مهردادیان باید جدی گرفته شود. سپس گابینوس رایزنی برای برقراری صلح میان آریوبرزن یکم کاپادوکیه و مهرداد ششم پنتوس ترتیب داد. مهرداد دختر چهار سالهٔ خویش را به عقد آریوبرزن درآورد و تصریح کرد که مالکیت کاپادوکیه را به آریوبرزن بازمی‌گرداند. مورنا نیز به روم فراخوانده شد.
منون می‌نویسد که وقتی کاروان مهرداد به نزد مورنا رسید، وی آنان را نادیده گرفت زیرا آنان اغلب از فلاسفه یونانی بودند. وی آریوبرزن را به عنوان پادشاه کاپادوکیه منصوب کرد و شهر لیسینیا را در نزدیکی مرز پونتوس بنا کرد. ضمناً مورنا و مهرداد هر دو فرستادگانی را به هراکلیوس فرستادند تا برای اتحاد به وی پیشنهاد دهند. برخی از مشاورین مورنا به وی پیشنهاد دادند که ابتدا باید به سینوپ حمله کند و پس از تصرف آن به پایتخت پونتوس لشکرکشی کند. اگر موفق شود، سایر شهرها را به سادگی می‌تواند تصرف کند. مورنا نیز حمله را آغاز کرد. وی در ابتدا پیشروی‌هایی داشت اما پس از نبرد سنگین با سپاهیان مهرداد، انگیزه و اشتیاق دوطرف برای ادامهٔ نبرد کمرنگ گشت. مهرداد به سمت شرق رفت و مورنا به سمت آسیای صغیر بازگشت.